# Mega Piranha
Mega Piranha, auch Megapiranha, ist ein US-amerikanischer Tierhorrorfilm von Eric Forsberg aus dem Jahr 2010.

## Handlung
Auf dem Orinoco kommen der amerikanische Botschafter und der Außenminister Venezuelas ums Leben. Die amerikanische Regierung vermutet einen Terroranschlag und schickt ihren besten Mann Jason Fitch zur Klärung des Falls an den Tatort. Am Flughafen wird er nicht nur von Männern des Junta-Führers Colonel Antonio Diaz erwartet, die jeden seiner Schritte überwachen sollen, sondern auch von Wissenschaftlerin Dr. Sarah Monroe. Die Genetik-Professorin arbeitet in einem UNESCO-Labor an der Wirkung genetisch manipulierter Futtermittel auf Fische und erklärt Fitch, dass wohl Piranhas aus dem Labor entwischt sind, die durch die Futtergabe mutieren. Untersuchungen zufolge verdoppeln sie ihre Größe innerhalb weniger Stunden. Colonel Diaz besteht jedoch darauf, dass das Schiff der Politiker bei einer Explosion zu Schaden kam und keine Fische beteiligt waren. Fitch wird auf der Junta-Basis wie ein Gefangener gehalten. Er bricht aus und begibt sich auf eigene Faust zum Tatort, wo er bei einem Tauchgang einen massiven Piranha fangen kann. Erst das Exemplar überzeugt Diaz davon, dass mutierte Piranhas im Fluss sind. Untersuchungen von Monroe und ihren Mitstreitern Dr. Higgins und Dr. Gordon ergeben, dass die Piranhas unter anderem mehr Organe ausgebildet haben und sich mit sich selbst vermehren können.
Die mutierten Piranhas sind durch einen natürlichen Damm vom Rest des Flusses abgeschlossen, sodass die Wissenschaftler planen, den Bereich kontrolliert auszutrocknen. Diaz hat eigene Pläne und beschießt das Gebiet per Hubschrauber. Dabei wird der Damm zerstört und die Fische schwimmen dem Meer entgegen, wobei sie mit der Zeit immer größer werden. Diaz nimmt Monroe und die anderen Forscher gefangen, die jedoch von Fitch befreit werden können. Über den US-amerikanischen Außenminister Bob Grady lässt Fitch einen Zerstörer an der Flussmündung zum Meer stationieren. Die monströsen Fische zerstören eine Hafenanlage und töten unter anderem Dr. Higgins. Bei der Ankunft an der Mündung ins Meer, das durch das Salzwasser als natürliche Barriere wirken soll, werden die Piranhas beschossen, doch wird nur ein Teil getötet. Die Piranhas bewegen sich nun auf Florida zu. Weitere Tiere werden durch ein Atom-U-Boot getötet, das jedoch kurz darauf von den überlebenden Piranhas gefressen wird. Zwar plant Grady einen umfassenden Nuklearschlag gegen die Piranhas, doch kann Fitch ihn davon abbringen. Er hat bei seinem ersten Tauchgang erkannt, dass die Piranhas auch Artgenossen töten, wenn diese bluten. Mit anderen Spezialisten begibt er sich zu einem Tauchgang vor die Küste Floridas und kann in letzter Sekunde einen Piranha töten. Sämtliche Artgenossen werden von dem Blut angezogen und verfallen in einen Blutrausch, der die Mutanten schließlich auslöscht. Fitch wird vom Außenminister und Monroe zurück an Land erwartet und Monroe küsst Fitch schließlich.

## Produktion
Mega Piranha wurde innerhalb von 15 Tagen in Belize gedreht. Die Kostüme schuf Gregory Paul Smith, die Filmbauten stammen von Marissa Leguizamon. Während ein Großteil der Piranhas im Film computeranimiert ist, wurden einige Tiere durch Puppen dargestellt. Sängerin und Hauptdarstellerin Tiffany steuerte zum Film das Lied Frozen Skies bei.
Produziert wurde der Film von The Asylum, der ihn als Mockbuster des ebenfalls 2010 erschienenen Kinofilms Piranha 3D konzipierte. Es war der erste Film, den Regisseur Eric Forsberg im Auftrag von The Asylum realisierte, wobei er nicht nur Regie führte, sondern auch das Drehbuch schrieb. Als Basis des Buchs diente ihm dabei nur der von The Asylum vorgegebene Filmtitel Mega Piranha. Der Produzent von The Asylum habe ihn angerufen, „weil ich der Typ bin, der Sachen nur auf Basis von ein paar Worten schreiben kann“, so Forsberg in einem Interview.
Während Piranhas 3D erst am 20. August 2010 in den US-amerikanischen Kinos anlief, wurde Mega Piranha bereits am 10. April 2010 auf Syfy im Fernsehen gezeigt. Bei der Premiere schalteten 2,2 Millionen Zuschauer ein. In Deutschland erschien der Film im Oktober 2010 auf DVD. Am 18. Oktober 2013 wurde er im Rahmen der Reihe Die schlechtesten Filme aller Zeiten auf Tele 5 im deutschen Fernsehen gezeigt, wobei er von Oliver Kalkofe und Peter Rütten kommentiert wurde.

## Synchronisation
| Rolle                | Darsteller        | Synchronsprecher       |
| -------------------- | ----------------- | ---------------------- |
| Jason Fitch          | Paul Logan        | Nikolas Gerdell        |
| Dr. Sarah Monroe     | Tiffany           | Jessica Walther-Gabory |
| Bob Grady            | Barry Williams    | Stefan Müller-Ruppert  |
| Colonel Antonio Diaz | David Labiosa     | Frank Stöckle          |
| Dr. Brian Higgins    | Jude Gerard Prest | Nils Brück             |
| Dr. Eli Gordon       | Jesse Daly        | Gabriel Kemmether      |

## Kritik
„Der Film ist ein gefundenes Fressen für Freunde anspruchslosester Unterhaltung und sollte eigentlich nur zusammen mit einem Gutschein für eine Kiste Bier verkauft werden dürfen“, befand filmstarts.de. Cinema nannte Mega Piranha „eine fix heruntergekurbelte Blockbuster-Verulkung aus dem Hause ‚Asylum‘.“ und fasste zusammen: „Billig, blutig, bescheuert!“